# Brachythecium garovaglioides
Brachythecium garovaglioides är en bladmossart som beskrevs av C. Müller 1897. Brachythecium garovaglioides ingår i släktet gräsmossor, och familjen Brachytheciaceae. Inga underarter finns listade i Catalogue of Life.